# Anthaxia fuksai
Anthaxia fuksai es una especie de escarabajo del género Anthaxia, familia Buprestidae. Fue descrita científicamente por Obenberger en 1928.